# Liste der türkischen Botschafter in Griechenland
Liste der türkischen Botschafter in Griechenland.

## Botschafter
- 1924–1924: Nebil Batı
- 1924–1925: Esad Cemal
- 1925–1929: Cevad Ezine
- 1929–1929: Zeki Nebil Bey
- 1929–1934: Enis Akaygen
- 1934–1939: Ruşen Eşref Ünaydın
- 1939–1945: Unterbrechung der Beziehungen
- 1945–1952: Ruşen Eşref Ünaydın
- 1952–1954: Cemal Hüsnü Taray
- 1954–1957: Settar İksel
- 1957–1960: Nureddin Vergin
- 1960–1962: Şerif Adnan Kural
- 1962–1965: Nedim Veysel İlkin
- 1965–1965: Mustafa Borovalı
- 1965–1968: Turan Tulay
- 1968–1968: Turgut Tülümen
- 1968–1972: İlter Türkmen
- 1972–1976: Kamuran Gürün
- 1976–1980: Necdet Tezel
- 1980–1984: Fahir Alaçam
- 1984–1988: Nazmi Akıman
- 1988–1991: Gündüz Suphi Aktan
- 1991–1995: Hüseyin Çelem
- 1995–1997: Ümit Pamir
- 1997–2001: Ali Tuygan
- 2001–2004: Mehmet Yiğit Alpogan
- 2004–2007: Tahsin Burcuoğlu
- 2008–2009: Oğuz Çelikkol
- 2009–2011: Hasan Göğüş
- 2011–2016: Kerim Uras
- 2016–heute: Yaşar Halit Çevik